# Xã Union, Quận Moody, Nam Dakota
Xã Union (tiếng Anh: Union Township) là một xã thuộc quận Moody, tiểu bang Nam Dakota, Hoa Kỳ. Năm 2010, dân số của xã này là 182 người.